# Halling Sogn (Syddjurs Kommune)
 For alternative betydninger, se Halling Sogn. (Se også artikler, som begynder med Halling Sogn)
Halling Sogn er et sogn i Syddjurs Provsti (Århus Stift).
I 1800-tallet var Skader Sogn og Halling Sogn annekser til Søby Sogn. Halling Sogn hørte til Galten Herred, de andre 2 til Sønderhald Herred, begge i Randers Amt. Halling Sogn tilhørte Søby-Skader-Halling Kommune fra 1842 til 1970. Kommunen blev ved kommunalreformen i 1970 indlemmet i Rosenholm Kommune, som ved strukturreformen i 2007 indgik i Syddjurs Kommune.
I Halling Sogn ligger Halling Kirke.
I sognet findes følgende autoriserede stednavne:
- Halling (bebyggelse, ejerlav)
- Halling Bæk (vandareal)
- Halling Mark (bebyggelse)
- Halling Skov (areal)
- Hallingskov (bebyggelse)
- Villendrup (bebyggelse, ejerlav)